# Pentagram (US-amerikanische Band)
Pentagram ist eine 1971 in Alexandria gegründete Traditional-Doom-Band. Der Gründer und Sänger der Band, Bobby Liebling, ist das einzig beständige Mitglied der Gruppe. Ihm wird von ehemaligen Mitgliedern eine destruktive Persönlichkeit zugesprochen, die einen kommerziellen Erfolg der Band mehrmals verhinderte.
Die Musik der Band ist wegweisend für den Stil. So wird Pentagram neben Trouble, Saint Vitus und Candlemass zu den bedeutendsten und einflussreichsten Doom-Metal-Interpreten der 1980er Jahre gerechnet. Häufig werden die drei amerikanischen Gruppen Pentagram, Saint Vitus und Trouble gemeinsam als Begründung für den Erfolg des Traditional Doom im Verlauf der 1980er-Jahre angeführt und als ursächlich für die Etablierung des Stils als eigenständiges Genre unter dem Begriff Doom Metal benannt. Trotz ihrer hohen Popularität, dem ihr zugeschriebenen Einfluss auf weitere Musikgruppen und das Musikgenre selbst, sowie ihrem Ansehen in der Metal-Szene blieb der kommerzielle Erfolg der Band gering.

## Geschichte
Die Geschichte von Pentagram wurde durch mehrere Bandauflösungen und Wechsel der neben Bobby Liebling beteiligten Musiker geprägt. Dabei ist die Historie der Band eng an persönliche Faktoren wie Lieblings Jahrzehnte währende Drogensucht und seinen als „selbstzerstörerisch“ und „schwierig“ geltenden Charakter geknüpft. Dass Liebling die der Band gegebenen Chancen auf Erfolg zunichtemachte, wurde als geradezu programmatisch für die Historie der Band von Beobachtern, Mitgliedern und Begleitern der Gruppe bewertet. Die Kontinuität der Bandaktivität und der Bestand einer Bandkonstellation blieb durch diese Faktoren unbeständig.

„Musikalisch würde ich gerne wieder mit ihm zusammenarbeiten. Während die Pentagram-Erfahrung insgesamt großartig war, habe ich auch viele unschöne Erinnerungen und hörte von vielen weiteren schlechten Situationen, mit denen die späteren Bandmitglieder zu kämpfen hatten.“

### 1971 bis 1976, Jahre der „klassischen“ Bandbesetzung
Bobby Liebling und der Gitarrist Geof O’Keefe gründeten im Jahr 1971 die Band, die später als Pentagram populär werden sollte, in Alexandria. Gemeinsam bildeten die beiden Musiker das Kernduo der Gruppe, die in den ersten Jahren den Namen und ihre Mitmusiker mehrfach wechselte. Der Bandname variierte von Space Meat über Stonebunny zu Macabre. Den Namen Pentagram wählte die Band aufgrund Lieblings Interesse am Okkultismus und der Idee, die Musik solle mystisch und düster wirken. In der ersten stabilen Besetzung spielte O’Keefe Schlagzeug, da der vorherige Schlagzeuger Steve Martin seinem Empfinden nach nicht im Stande war hart genug zu spielen. Als Gitarrist brachte sich Vincent McAllister ein, der zuvor als Bassist agierte. Als Bassist zog die Band Greg Mayne, der bereits während der Zeit als Space Meat zur Band zählte, hinzu. Der Musikjournalist, Sachbuchautor und Genrechronist J. J. Anselmi nannte diese bis 1976 beständige Formation „für Pentagram-Puristen, […] das klassische Lineup“ der Gruppe. In dieser Besetzung erschien 1972, noch als Macabre Be Forewarned / Lazy Lady die erste Single der Band über Intermedia Productions. Nach ihrer Umbenennung in Pentagram folgten 1973 die Singles Hurricane / Earth Flight über Boffo Socko Records und Under My Thumb / When the Screams Come über Gemini Records. Alle drei Singles verblieben ohne größere Resonanz. Beide Label wurden von Frank „Skip“ Groff, später eine der zentralen Persönlichkeiten der Hardcore-Punk-Szene von Washington, D.C., für die Herausgabe der Singles initiiert.
Band-Manager Gordon Fletcher arrangierte 1975 ein erfolgloses Vorspielen der Gruppe vor Gene Simmons und Paul Stanley. Pentagram probte in Maynes Keller, wo das Vorspiel stattfinden sollte. Mayne und McAllister mussten dazu vom Beruf Hausmeister, zum Haus, in dem Mayne lebte, trampen und im Keller vorspielen. Die Musiker spielten müde und hinterließen keinen bleibenden Eindruck, als der Vermieter in das Vorspiel platzte und die Gruppe ermahnte, die Verstärker leise zu stellen. In dieser Zeit brachten sich Liebling und O’Keefe in das Projekt Bedemon von Randy Palmer ein, der selbst kurzfristig für Pentagram Gitarre spielte, die Band jedoch wegen Drogenproblemen vor gemeinsamer Veröffentlichung verließ. Diese Band probte und nahm einige Stücke auf, von welchen unter anderem Drive me to the Grave zu einem Klassiker des Repertoire von Pentagram wurde.
Fletcher forcierte ein Jahr später die Aufnahme eines Demoband für Columbia Records. Der Tontechniker und Musikproduzent Jay Krugman, der unter anderem mit Lou Reed und Blue Öyster Cult gearbeitet hatte, sollte die Aufnahme des Demos in einem New Yorker Tonstudio begleiten. Nachdem die Musiker den instrumentalen Teil von drei Stücken eingespielt hatten, nahm Liebling den Gesang eines ersten Stücks auf. Unzufrieden mit der Aufnahme wollte er das Stück erneut einsingen während Krugman ihm versicherte, dass das Ergebnis ausreichend sei und in der Postproduktion noch verbessert würde. Im Dissens mit dem Produzenten beriet sich Liebling im Aufnahmeraum über offenem Mikrofon mit Fletcher und fragte diesen, warum Krugman „so ein Arschloch“ sei, woraufhin Krugman von jedweder Kooperation mit Pentagram Abstand nahm, obwohl die Gruppe musikalisch exakt dem entsprach, wonach er gesucht hatte. Eine Art „Straßen Black Sabbath“, welche die perfekte Verbindung von dem Rock-Star-Hard-Rock von Led Zeppelin mit dem sich ankündigenden Punkrock mit kultureller Sogkraft der Sex Pistols gewesen wäre. Mit dieser zweiten verpassten großen Chance zerbrach das Gefüge der Gruppe. Liebling wurde Inhaftiert und die Pentagram-Musiker wollten eine Band ohne Liebling fortführen, während dieser die Namensrechte innehatte, aber ohne Musiker keine Band vorweisen konnte.

### 1978 bis 1994, Jahre der „populären“ Konstellation

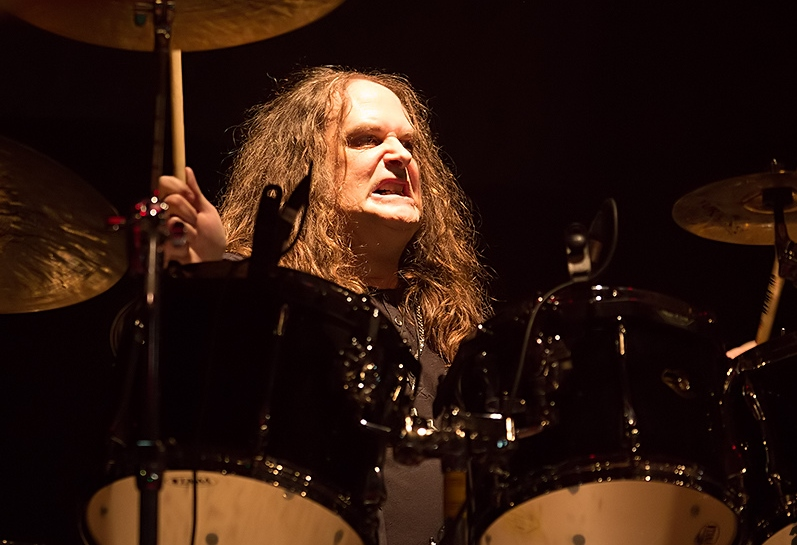
Joe Hasselvander, hier während eines Auftritts mit Raven.

Im Jahr 1978 wurde Liebling von dem Schlagzeuger Joe Hasselvander in die von ihm gegründete Band Sex II geholt, die von den Mitgliedern kurzerhand in Pentagram umbenannt wurde und das bestehende Material beider Bands vereinte. Retrospektiv nannte der Autor der Enzyklopädie The Guinness Who’s Who of Heavy Metal Colin Larkin in der zweiten Auflage des Bandes die Zusammenkunft von Hasselvander und Liebling den Kern der bekannten Pentagram. Neben Hasselvander und Liebling spielten diesmal der Bassist Martin Swaney und die Gitarristen Richard Kuehrt und Paul Trowbridge als Pentagram zusammen. Gemeinsam nahm diese neue Pentagram-Besetzung die via High Voltage Records, einem Kleinstlabel ohne Katalog und Renommees, erschienene Single Livin’ in a Ram’s Head/When the Screams Come auf, bevor die Band erneut scheiterte. Diesmal wurden „Sucht und persönliche Spannungen“ als Ursache für den Zerfall des Bandgefüges benannt.
Nach der Trennung von Pentagram schloss Hasselvander sich der neu entstandenen Band Death Row des Gitarristen Victor Griffin und des Bassisten Lee Abney an. Liebling wurde bald darauf als Sänger hinzugezogen und Abney von Swaney ersetzt. Als Death Row veröffentlichte die Band das Demo All Your Sins im Januar 1982. Dem Sachbuchautoren Garry Sharpe-Young folgend, änderte die Band „unter dem Druck der Fans“ ihren Namen erneut in Pentagram. Das Demo wurde daraufhin von der Band überarbeitet und als selbstbetiteltes Debüt 1985 über ein eigens initiiertes Label erneut veröffentlicht. Zu diesem Zeitpunkt hatte Pentagram bereits ein zweites Studioalbum eingespielt, hielt eine Veröffentlichung von Day of the Reckoning jedoch noch zwei Jahre zurück, um den möglichen Erfolg des Debüts nicht zu schaden. Hasselvander verließ die Gruppe zugunsten der Band Raven während der Aufnahmen und wurde durch Stuart Rose als Schlagzeuger ausgetauscht. Lediglich für Burning Savior, eines der Stücke auf Day of the Reckoning, spielte er Schlagzeug. Die Auftritte hierzu, welche die Band landesweit absolvierte und die durch okkulte Atmosphäre und immense Lautstärke den aufkeimenden Erfolg bedingten, begleitete bereits Rose. Als Death Row, ebenso wie als Pentagram füllte die Band nach Jonathan Horsley vom Decibel Magazin „Clubs mit der Energie einer Show, die mitsamt dem Corpsepaint viel von Black Metal vorwegnahm.“ Dennoch blieb der erhoffte Erfolg aus.

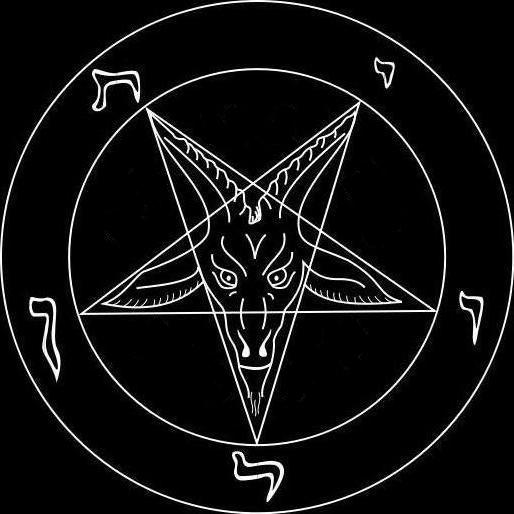
Das Siegel des Baphomet wurde von Peaceville Records als Covermotiv für Relentless genutzt

Nachdem Napalm Records das zweite Album 1987 veröffentlicht hatte und die Band weitere Auftritte absolviert hatte, zerschlug es sie im Sommer 1988 erneut. Ein kurzer Versuch der Reformation im folgenden Jahr scheiterte und einige der Mitglieder wandten sich anderen Projekten zu, wie Griffin, der Pistonhead mit Scott Weinrich gründete.
Im Jahr 1993, 14 Jahre nach der Erstveröffentlichung, erschien das Debüt der Band über Peaceville Records unter dem Titel Relentless, aber mit einer eigenmächtig veränderten Gestaltung, erneut. Das Label kontaktierte Liebling mit dem Interesse, beide Alben herauszugeben, was zu einem Vertrag und einer Reunion der Band 1994 in der nach Aleksey Evdokimov „bekanntesten“ Besetzung, bestehend aus Liebling, Griffin, Hasselvander und Swaney, führte. Diesmal hielt die Gruppe zwei Jahre und nahm ihr drittes Album Be Forewarned auf, das noch 1994 über Peaceville Records erschien. Hasselvander gab später an, dass das Label die Band, nicht nur mit der Neugestaltung des ursprünglich schwarzen Debütcovers durch ein Baphomet-Siegel, betrogen habe und sich fortlaufend an der Gruppe bereichere.

### 1996 bis 2002, produktive Jahre von Hasselvander und Liebling
Allerdings arbeitete Liebling, kaum dass er die Trennung bekannt gegeben hatte, mit Hasselvander, dem Bassisten Ned Meloni und dem Gitarristen Greg Reider an neuem Material für Pentagram, woraus 1996 und 1997 zwar Demos, jedoch keine konstante Band entstanden. Anstelle eines neuen Albums oder einer Ausarbeitung des Demo-Materials veröffentlichte Pentagram 1998 die Kompilation früher Demoaufnahmen Human Hurricane aus den Jahren 1973 bis 1976. Derweil führten Hasselvander und Liebling Pentagram lose fort, als das italienische Label Black Widow an Liebling herantrat und der Band, bevorzugt in der Besetzung Hasselvander, Liebling, Griffin und Swaney, einen Vertrag anbot. Griffin und Swaney waren nach einer Krise der Band, die mit mehreren Todesfällen im Umfeld der Gruppe, finanziellen Schwierigkeiten und Suchtproblemen der Musiker zusammenhing, nicht zu einer Reunion bereit. Entsprechend entschlossen sich Liebling und Hasselvander, den Vertrag als Duo anzunehmen. Hasselvander spielte alle Instrumente für das so entstandene Album Review Your Choices ein. Hasselvander sah in dem Angebot eine letzte Chance für sich und Liebling, aus der Krise zu gelangen. Im kreativen Prozess erwies sich das Duo dabei als erfolgreich und schuf mit dem 2001, ebenfalls über Black Widow veröffentlichten, Sub-Basement noch ein Album unter den Bedingungen. Weniger erfolgreich erschien dabei der Versuch, die Bühnenpräsenz der Band zu erhalten. Das Duo zog einige Live-Musiker zu Auftritten hinzu, doch Liebling erwies sich als unzuverlässig. Während eines Festival-Auftritts in Washington musste die Band fast den gesamten Auftritt ohne den viel zu spät erscheinenden Liebling spielen. Hasselvander, der an diesem Tag als Gitarrist agierte, trat nach Liebling bei dessen Auftritt, zog sich an seinen Verstärker zurück, spielte den Auftritt bis zum Ende und verließ anschließend die Band. Hasselvander gab später an, dass Lieblings „Berge an Drogen“ und die fortwährende Missachtung seiner Leistung in der Band ihm zu viel wurden.

### 2004 bis 2008, Zäsur und Versuche der Reform

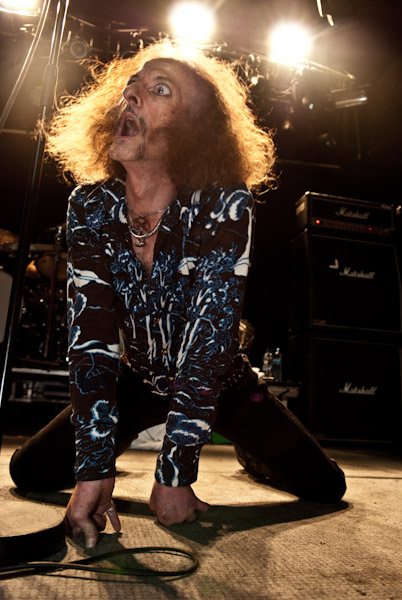
Liebling mit Pentagram beim Hole in the Sky 2009

So musste Liebling eine komplett neue Gruppe zusammenstellen und nahm die Musiker von Internal Void auf, um Pentagram fortzuführen. Mit dem Gitarristen Kelly Carmichael, dem Bassisten Adam Heinzmann und dem Schlagzeuger Mike Smail erschien 2004 das Album Show ’em How über Black Widow. Das Album enthielt zu einem Großteil Material aus der Frühphase der Band, das die neue Bandbesetzung neu eingespielt hatte. Zur Promotion der Veröffentlichung waren diverse Auftritte in Europa geplant, die jedoch nach einem, durch Lieblings Drogenmissbrauch, gescheiterten Auftritt, abgesagt wurden. Der Auftritt im Black Cat in Washington wurde eine erneute, diesmal länger währende Zäsur in der Historie der Band.

„Direkt vor dem Auftritt war ich sechs Tage lang, rund um die Uhr wach und rauchte Crack. Kein Wasser, kein Essen, keine Minute Schlaf. Und so wollte ich mit meinem brandneuen Pentagram-Lineup bei einem vollen Haus im Black Cat in Washington D.C. auftreten. Mir war gar nicht bewusst, dass ich zweimal auf die Bühne kam, ins Schlagzeug fiel und ohnmächtig wurde. Selbstverständlich wurde ich wegen der Menge Drogen eingeliefert. Auf dem Weg ins Krankenhaus hatte ich zwei Herzstillstände.“

Nach diesem Einschnitt blieb eine Reform der Band länger als bis dahin üblich aus. Auch eine von den Mitgliedern der „klassischen“ Besetzung angedachte Live-Reunion zum 35-jährigen Bandjubiläum wurde aufgrund des Vorfalls im Black Cat verworfen. O’Keefe kommentierte den Umstand mit dem Eindruck, dass es „der selbe alte Bobby“ sei, der „jede ihm gegebene Chance verkackt.“ Im Jahr 2006 verstarb McAllister an einem Krebsleiden, wodurch die Idee der Reunion beendet war. Liebling plante später noch ein Album mit O’Keefe und Mayne, den verbleibenden Mitgliedern dieser Bandkonstellation, aufzunehmen. Diese lehnten das Angebot jedoch ab, da ihnen Liebling zu problembelastet und unbeständig erschien.

### 2008 bis 2015, produktive Jahre von Griffin und Liebling

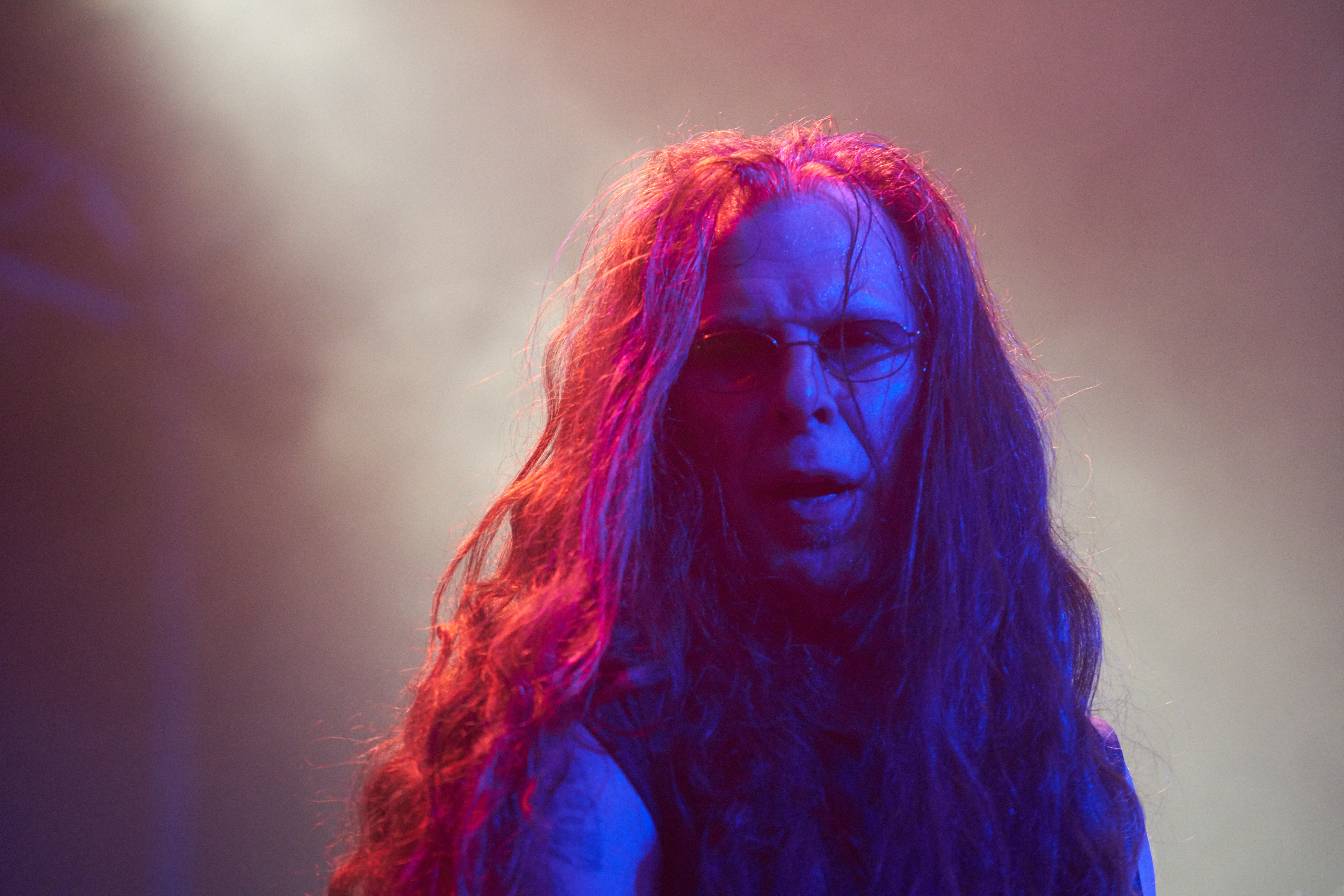
Victor Griffin 2015 mit Pentagram beim Hammer of Doom

Nach Lieblings Zusammenbruch versuchte dieser ab circa 2008 die Gruppe zu reformieren und trat mit unterschiedlichen Begleitmusikern international auf. Konkretere, über eine Live-Band hinausreichende, Form nahm Pentagram erst wieder an, als Griffin, der in der Zwischenzeit mit Place of Skulls eine eigene Band gegründet hatte, im Jahr 2010 zu Pentagram zurückgekehrt war. Im Jahr der Veröffentlichung des bereits vierten Place-of-Skulls-Albums As a Dog Returns trat Griffin so Pentagram erneut bei, welche er 2012 verließ, um 2014 bis zum erneuten Einbruch der Band nach 2018 zurückzukehren. Griffin brachte seinen Neffen, den Bassisten Greg Turley und den Schlagzeuger Tim Tomaselli, mit in die Band, die so das Album Last Rites einspielte und einige hoch gelobte Konzerte absolvierte, die in den Live-Alben When the Scream Come und Live Rites dokumentiert wurden.
Last Rites und When the Scream Come erschienen 2011 über Metal Blade Records, ebenso die Kompilation If the Winds Would Change über High Roller Records und die von der MPI Media Group herausgegebene und viel beachtete Dokumentation Last Days Here. Der Film, der sich insbesondere mit Lieblings Problemen, seiner Sucht und der wechselhaften Karriere der Band befasste, brachte Pentagram einem breiteren Publikum nah, was dazu beitrug, dass es in diesem Zeitraum zu zahlreichen Veröffentlichungen kam. Das zweite Live-Album Live Rites erschien im folgenden Jahr über Svart Records.
Anders als in den Jahren zuvor blieb die Besetzung der Band auch über die Aufnahme des nächsten Albums hinaus weitgehend unverändert. Das mit Pete Campell als neuen Schlagzeuger aufgenommene Curious Volume erschien 2015 über Peaceville Records und wurde von einer Reihe gelobter Auftritte begleitet.

### 2016 und danach, erneute Krisen

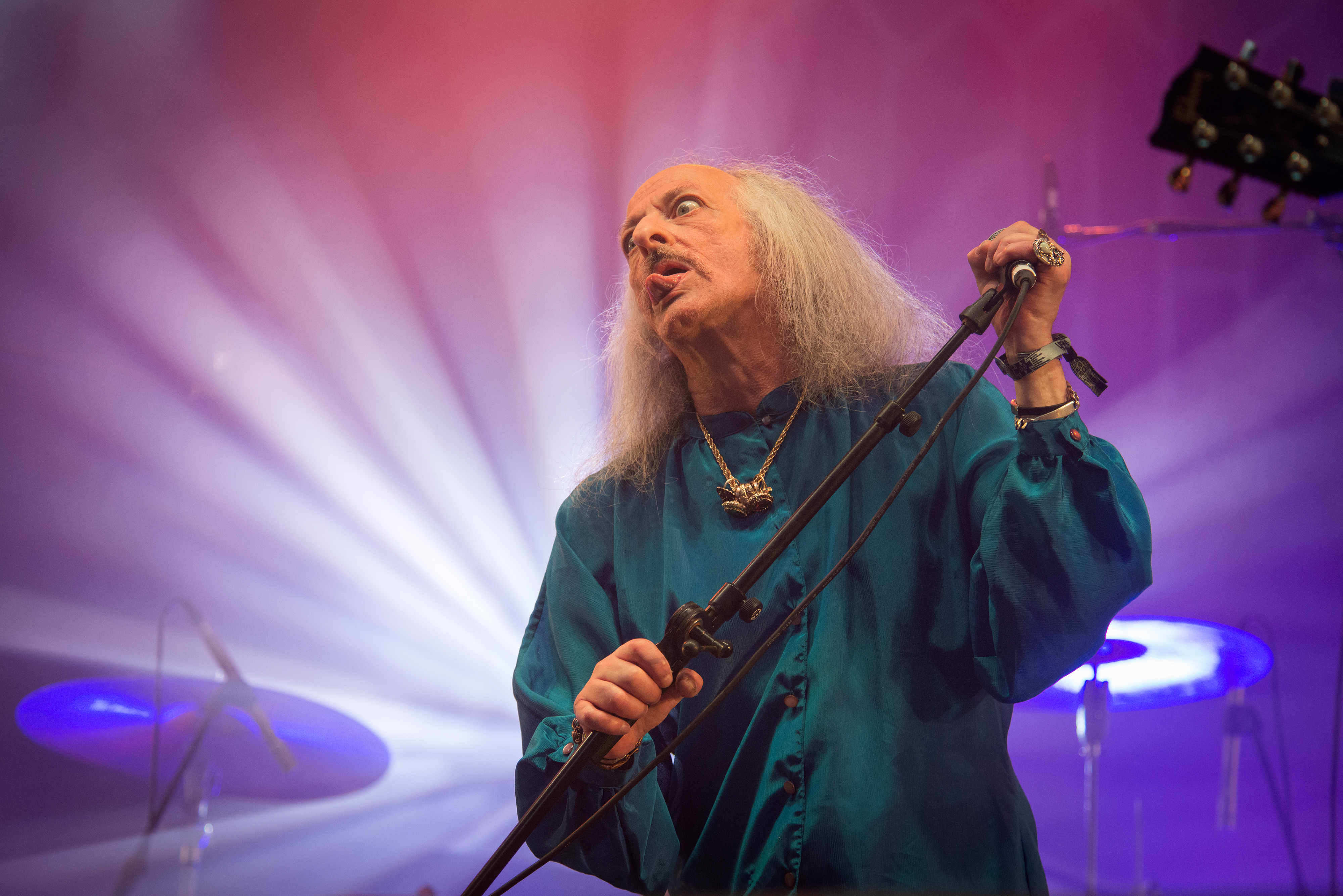
Liebling im Jahr 2022 mit Pentagram beim Hellfest

Im Sommer 2016 brachen King Woman und Wax Idols eine Tour mit Pentagram ab, nachdem Liebling Musikerinnen beider Gruppen sexuell belästigte und sich während eines Auftritts von der Bühne über Vergewaltigung und Kindesmissbrauch belustigt äußerte. Anselmi attestierte Liebling eine Misogynie, deren Aufarbeitung mit dem populär werden dieser Vorkommnisse erstmals publik wurde. Dennoch zweifelte er daran, dass es die ersten misogynen Ausfälle Lieblings gewesen sind.
Zeitnah wurde Liebling wegen der Misshandlung einer älteren, verletzlichen und schutzbedürftigen Familienangehörigen verhaftet und später zu 18 Monaten Haft verurteilt. Bei dem Opfer handelte es sich um Lieblings 87 Jahre alte Mutter. Um bestehende Verträge zu erfüllen, trat Griffin als Sänger von Pentagram für bereits gebuchte Konzerte auf, während Liebling in Haft verblieb. Nach seiner Haft versuchte Liebling die Band, mit Matt Goldsborough als neuen Gitarristen erneut zu aktivieren. Die Band wurde jedoch in den Tour-Aktivitäten durch die Umstände der COVID-19-Pandemie gebremst. Im Jahre 2021 debütierte Liebling mit einem neuen Bandprojekt, genannt The Limit. Zur EU-Tournee der Band im August 2023 kehrte Griffin erneut als Gitarrist zu Pentagram zurück.
Alsbald formierte Liebling die Band jedoch vollständig neu. Bassist John „Scooter“ Haslip und Gitarrist Tony Reed von Mos Generator und Schlagzeuger Henry Vasquez von Saint Vitus bildeten ein neues Line-Up um Liebling.

## Stil

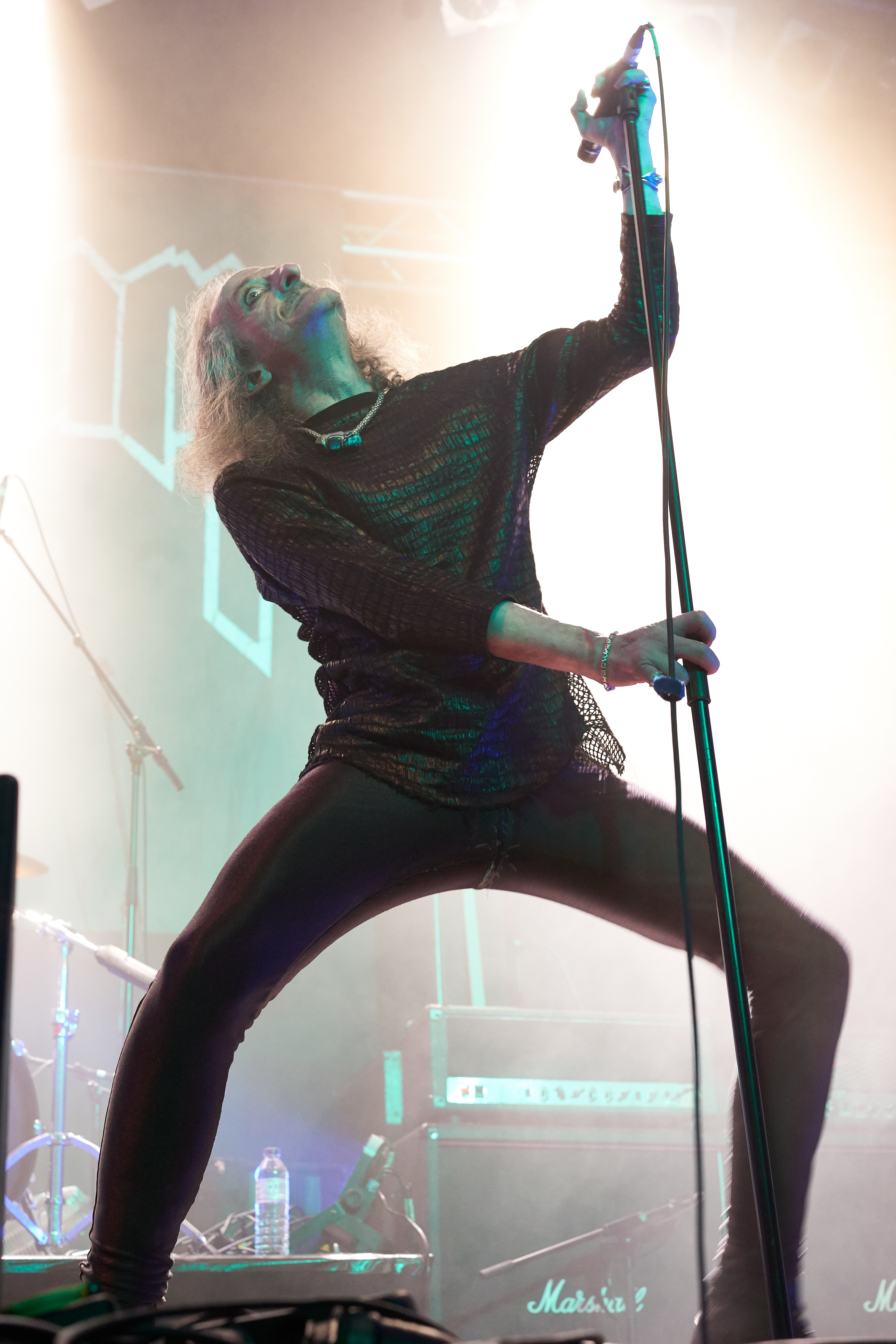
Liebling mit Pentagram beim Hammer of Doom X in Würzburg 2015

Die frühen Veröffentlichungen der Band changierten zwischen Heavy Metal, Doom Metal und Psychedelic Rock unter dem Einfluss von Deep Purple, UFO, Coven, Uriah Heep, Blue Cheer, The Doors und Black Sabbath. Dabei griff die Gruppe zwar den psychedelischen Aspekt des Psychedelic Rock auf, trug diesen jedoch mit okkulten Themen und der Atmosphäre einer „kulturellen Depression“ in eine düstere und ominösere Richtung. Eine Art „Straßen Black Sabbath“, welche eine Kombination aus der Attitüde des Punk mit dem Spiel des Hard Rock verband und als rohe und langsame Verbindung von „Led Zeppelin und den Sex Pistols“ betrachtet werden konnte.
Mit Griffin, Swaney und Hasselvander nahm der Einfluss der frühen Veröffentlichungen von Black Sabbath auf den Klang von Pentagram weiter zu, während die Band ihre chaotische und mit Wahnsinn assoziierte Attitüde behielt. Axl Rosenberg und Christopher Krovatin beschrieben die Musik in ihrer Metal-Chronik Hellraisers als Kopie des markanten Gitarrenspiels von Tony Iommi. Auch der Gesang von Liebling wurde jenem von Ozzy Osbourne nahe gestellt, jedoch sei Liebling mit seinem Auftreten, seiner Bühnenpräsenz und seinem Stil ein verrückt wirkendes Unikat, mit Eigenständigkeit.

„Was PENTAGRAM […] von anderen Sabbath-Epigonen ab- und zum echten Kult erhebt, ist die Tatsache, daß Sänger Bobby Liebling trotz der unüberhörbaren Ozzy-Schlagseite etwas völlig Eigenständiges, Krankhaftes verkörpert.“

Den Hang zu okkulten Themen behielt die Band indes bei, erweiterte das Spektrum jedoch noch um Ideen aus Horrorliteratur und -filmen, während die Band mit tief gestimmter und stark verzerrter Gitarre, reduzierten Tempo und Groove die Eckpunkte des Doom Metal absteckte.

## Bedeutung
Entsprechend ihrem Stil und ihrer frühen Veröffentlichungen gilt Pentagram als Ur-Größe, Vorreiter und Pionier des Doom Metal, die mit Auftreten und Spielweise wesentlich dazu beigetragen hat, Musik und Kultur des Genres auszugestalten. So beschrieb Eduardo Rivadavia die Band für AllMusic als eine „der beständigsten und einflussreichsten Underground-Bands der Geschichte des Heavy Metal“.

„Obwohl es nur wenige Menschen wissen ist Pentagram eine der einflussreichsten Bands der Doom-Metal-Szene.“

Doch als eine der ursprünglichen Bands des Genres blieb die Band gemäß Martin Popoff in ihren Anfangsjahren weitestgehend unbekannt, da sie nur „eine Wundertüte voller Singles“ vorweisen konnte. Diese Singles der „klassischen“ Besetzung beeinflussten dabei wichtige Szene-Akteure wie Scott Weinrich, der The Obsessed gründete und später für Saint Vitus sang, oder Cathedral. Analog schrieb Andreas Stappert im Doom-Metal-Special des Magazins Deaf Forever, dass Pentagram als Band „nie wirklich einen großen kommerziellen Erfolg erzielen konnte, […] aber wie kaum eine andere Band von unzähligen Musikern respektiert“ würde. Im gleichen Heft lobte Oliver Weinsheimer in einer Rezension des Debüts die gesamte Gruppe als „die wohl kultigste aller Doom-Bands.“ Anselmi führte weiter aus, dass Black Sabbath diesen Stil entwickelt hätte, Pentagram jedoch als ein zentraler Botschafter für den Doom Metal gelten müsse.
Gemeinsam mit Trouble und Saint Vitus wurde Pentagram als Teil der Holy American Doom Trinity, US Doom Trinity oder Doom Trinity bekannt. Gemeinsam mit der schwedischen Band Candlemass wird der Doom Trinity der Erfolg und die weitere Ausgestaltung des gesamten Doom-Metal-Spektrums im Verlauf der 1980er Jahre zugerechnet. Die 1984 und 1985 erschienenen Debütalben Trouble (später Psalm 9), Saint Vitus und Pentagram (später Relentless) der Doom Trinity gelten dabei als Angelpunkt des Traditional Doom sowie als wesentlich für die Wahrnehmung als zusammenhängender Stil, während Candlemass die Ausformulierung des Epic Doom zugeschrieben wird. Laut Popoff nahm die Band, neben ihrer Bedeutung für den Doom Metal, hinzukommend den Stoner Rock vorweg.
Auf den Seiten der Datenbank des Webzines Doom-Metal.com wird gefolgert, dass es als gesichert gelten könne, dass Pentagram einen immensen Einfluss auf den gesamten von Black Sabbath inspirierten Doom Metal besitzt, der ab den 1980er Jahren an Popularität gewann. Entsprechend solcher Erfolge und mit Verweis auf insbesondere die Veröffentlichungen bis einschließlich zum dritten Album würde die Band von „vielen älteren Fans, aus nachvollziehbaren Gründen, als einer der Alltime-Klassiker“ des gesamten Genres angesehen.

## Diskografie
| Alben - 1985: Pentagram (Pentagram Records/Dutch East India Trading). Seit 1993 als Relentless (Peaceville Records) - 1987: Day of Reckoning (Napalm Records/Dutch East India Trading, 1993 Peaceville Records) - 1994: Be Forewarned (Peaceville Records) - 1999: Review Your Choices (Black Widow) - 2001: Sub-Basement (Black Widow) - 2004: Show ’em How (Black Widow) - 2011: Last Rites (Metal Blade) - 2015: Curious Volume (Peaceville Records) - 2025: Lightning in a Bottle (Heavy Psych Sounds) | Singles/EPs - 1972: Be Forewarned/Lazy Lady als Macabre (Intermedia Prod.) - 1973: Hurricane/Earth Flight (Boffo Socko Records) - 1973: Under My Thumb/When the Screams Come (Gemini Records) - 1979: Livin’ in a Ram’s Head/When the Screams Come (High Voltage Records) - 1993: Relentless/Day of Reckoning (Peaceville Records) - 2012: Change of Heart (EP, Iron Pegasus Records) - 2015: Bang It Out (1971 Rehearsal) (Decibel Flexi Series) | Kompilationen - 1993: 1972–1979 (Peace Records) - 1993: Relentless/Day of Reckoning (Peaceville Records) - 1998: Human Hurricane (Downtime Recordings) - 1999: 1972–1979 (Vol. 2) (Peace Records) - 2001: First Daze Here (The Vintage Collection) (Relapse Records) - 2002: Turn to Stone (Peaceville Records) - 2006: First Daze Here Too (Relapse Records) - 2011: If the Winds Would Change (High Roller Records) |
| Demoaufnahmen - 1982: All Your Sins als Death Row (Selbstverlag) - 1996: Demo 1996 (Ohne offizielle Veröffentlichung) - 1997: Demo 1997 (Ohne offizielle Veröffentlichung) | Live-Alben - 2003: A Keg Full of Dynamite (Black Widow) - 2011: When The Screams Come (DVD+LP, Metal Blade) - 2012: Live Rites (Svart Records) | DVDs - 2011: Last Days Here (MPI Media Group, Dokumentation über die Bandgeschichte und Bobby Liebling) - 2015: All Your Sins (Video Vault) (Peaceville Records) |